# Муром (река, впадает в Выгозеро)
Муром — река в России, протекает по территории Валдайского сельского поселения Сегежского района и Повенецкого городского поселения Медвежьегорского района Республики Карелии. Длина реки — 19 км, площадь водосборного бассейна — 165 км².
Река берёт начало из болота без названия на высоте выше 126,2 м над уровнем моря.
Течёт преимущественно в северо-западном направлении по заболоченной местности.
Ближе к устью имеет два левых притока: Белый (2,5 км от устья) и Мянгорский (0,9 км от устья).
Втекает на высоте 89,3 м над уровнем моря в Выгозеро, через которое протекает Беломорско-Балтийский канал.
Населённые пункты на реке отсутствуют.
Код объекта в государственном водном реестре — 02020001312202000005123.